# 黄信

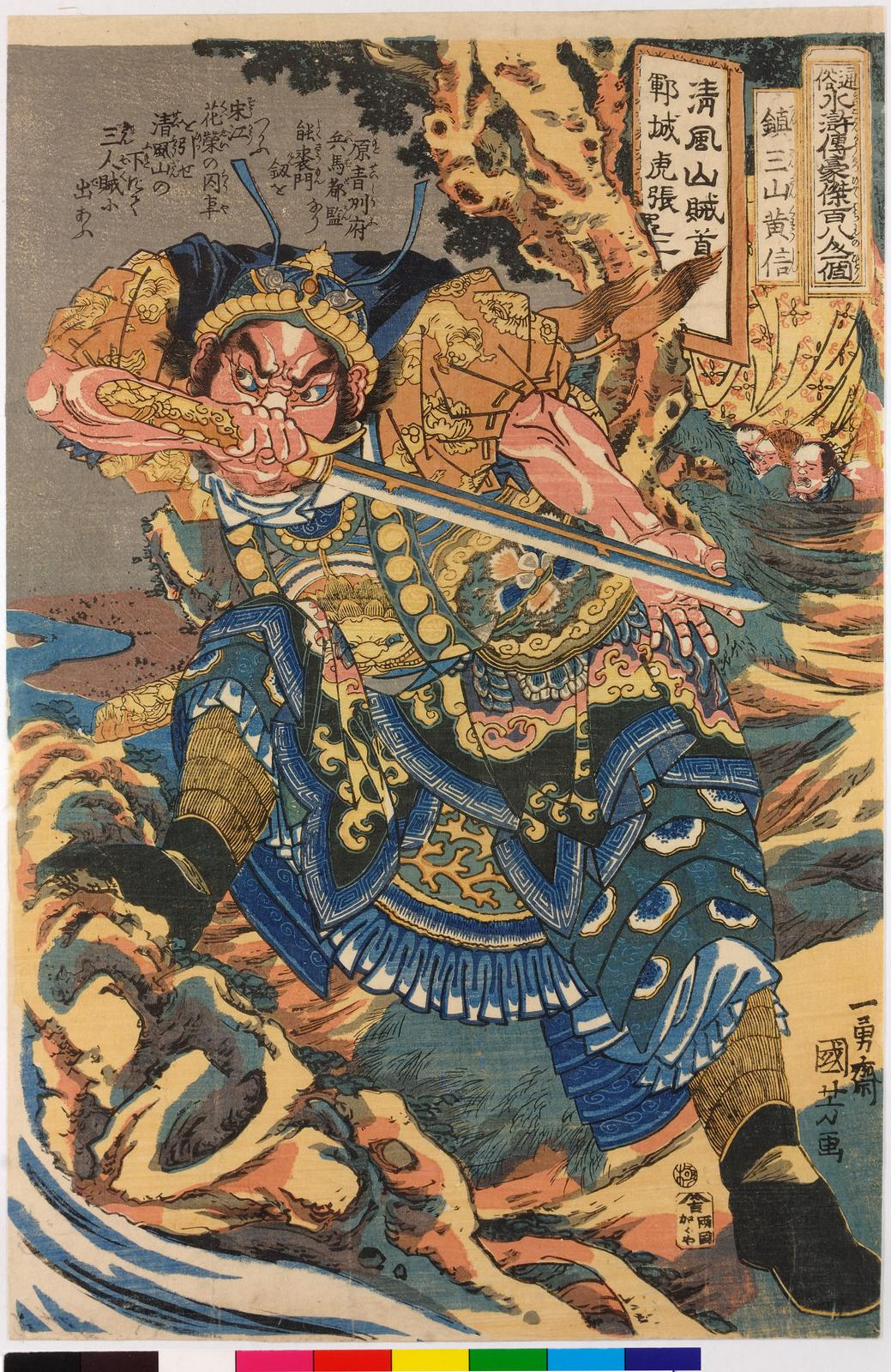
黄信

黄 信（こう しん、Huang Xin）は、中国の小説で四大奇書の一つである『水滸伝』の登場人物。

## キャラクター概要
地煞星（ちさつせい）の生まれ変わりで、梁山泊第三十八位の好漢。渾名は鎮三山（ちんさんざん）で、青州兵馬都監だった彼が清風山・二竜山・桃花山の山賊を一網打尽にすると豪語したことに由来。
喪門剣（そうもんけん）という、騎兵用の長剣を得物とする。元は秦明の部下。

## 物語中での活躍
青州の高位軍官を務めた。ある年の正月、青州の管轄下にある清風塞の長官・劉高から、副長官の花栄が清風山の山賊の首領と内通していると報告を受けた。黄信は精兵50人を引き連れて清風塞に赴き、花栄を油断させて捕らえ、山賊の首領とされている人物と共に青州へ送還する事にした。しかし途中、清風山を通った時、燕順、王英、鄭天寿の3人の山賊とその手下たちの襲撃を受ける。黄信は剣を抜き放って抵抗するが、相手の首領3人が一度に斬りかかってきたため、さすがに敵わず逃走、花栄と山賊の首領は奪われ、同行していた劉高は惨殺された。さらに討伐に向かった上司の秦明は山賊たちに散々打ち破られた挙句に降伏し、清風塞に残っていた黄信に仲間入りを勧めてきた。ここで、初めて山賊の首領とされていた人物が義人として有名な宋江で、全ては劉高のでっち上げだったと知り、仲間入りを承諾。城門を開放して清風山の山賊を引き入れて合流し、劉高の一族を皆殺しにし、花栄の家族を救出した。その後、一行は追討軍を避けるため梁山泊へ合流、黄信は頭領の一人に名を連ねた。
その後は、故郷に戻って逮捕され江州に流罪となった宋江が、無実の罪で処刑されかけた時、救出に参加した。祝家荘との戦いでは、先鋒の一隊を率いるも緒戦で迷路に迷った挙句、罠にかかって捕虜となり、続く高唐州攻めでは留守居、呼延灼率いる討伐隊との戦いでは流れ矢に当たって負傷したため見せ場はなく、因縁の青州戦にも参加できなかった。百八星集結後は騎兵小彪将十六騎の筆頭となり、主に孫立とともに林冲の副将格として活躍する。
王慶討伐戦では最終決戦で敵将・潘忠の首を挙げ、方臘討伐戦で味方、敵将それぞれが一騎討ちをすることになった時、代表8人の1人に選出され、敵将・郭世広と互角に立ち回り、歙州では強敵・王寅を倒すのに加わった。
凱旋後は官職と称号を授けられ、青州の総司令官に任命された。

## 補足
- 黄信は梁山泊入りした際には阮三兄弟らより上位の第8位の地位にあり、後に戴宗・李逵・李俊・穆弘らが大量入山した際にも上であったが、物語が進むにつれて地位が下がり、108人勢揃いの際には彼らよりも下位の38位にまで下がっている。『水滸伝』物語の原型となった『大宋宣和遺事』において登場しないことから、黄信は花栄・秦明の物語が作られた段階で必要上に誕生した人物と考えられている。そのため、物語の都合上、梁山泊入りの当初は高い地位を与えられていたものを徐々に引き下げられていったものと思われる[1]。

- 横山光輝の漫画『水滸伝』では、原作とは全く違う立場の人物になっている。この作品中では劉高に騙されて花栄と宋江を捕らえ、清風山の盗賊に奪還される所までは同じだが、この後、原作とは違い黄信自身が清風山の討伐軍を率いる。一騎討ちでは花栄と互角に戦うが、計略にかかって大敗、山賊たちに捕縛される。宋江や花栄の勧誘を蹴って青州に戻るが、知事・慕容彦達（作中では「慕容知事」と呼称されるのみで、容貌も前半と後半とは異なる）の邪推により逆賊の汚名を着せられた上、妻と子供を惨殺され、やむにやまれず梁山泊に入るという筋になり、梁山泊入山後も軍の主力として大活躍する。この妻子斬首のエピソードは秦明のそれに近い。